# Mario Calado
Mario Calado Colom (Barcelona, 23 de octubre de 1862 - Ibidem, 24 de agosto de 1926) fue un pianista español.

## Biografía
Estudió en el Liceo de Barcelona y comenzó sus estudios musicales en el Conservatorio de Isabel II dirigido por Juan Bautista Pujol de donde se desplazó en 1879 a París al Conservatorio de música, donde obtuvo la plaza tras una magistral interpretación del "Carnaval" de Robert Schumann y del "allegro de concert" de Hugo Wolf, según consideraron los examinadores.
Con el título en su poder se dedicó a dar conciertos por Europa y América.
Alrededor de 1895, cansado de las giras, se dedicó de lleno a la formación de nuevos talentos en la interpretación de música clásica, retirándose del circuito de los conciertos.